# Лем, Ханс
Ханс Шуман Лем (норв. Hans Schumann Lem; 19 ноября 1888, Кристиания — 1 мая 1962, Бруклин, Нью-Йорк) — норвежский гимнаст, серебряный призёр летних Олимпийских игр 1908 года.
На Играх 1908 года в Лондоне Лем участвовал только в командном первенстве, в котором его сборная заняла второе место.